# Hermann Borchardt
Hermann Borchardt (* 14. Juni 1888 in Berlin als Hermann Joelsohn; † 23. Januar 1951 in New York City) war ein deutscher Schriftsteller, Germanist und Gymnasiallehrer.

## Leben
Hermann Joelsohn wurde als erstes Kind von Lewis Joelsohn und Bertha Borchardt geboren. Seine Mutter, die einer seit dem 18. Jahrhundert in Berlin ansässigen jüdischen Familie angehörte, starb kurz nach seiner Geburt. Borchardt wurde protestantisch getauft und besuchte das humanistische Wilhelms-Gymnasium in Berlin. Den größten Teil seiner späteren Schulzeit verbrachte er in einem Internat bei den Jesuiten in Straßburg. In Berlin und Greifswald studierte er Philosophie, Latein und Deutsch. 1917 promovierte er und legte ein Jahr später sein Examen für Lehramt ab. Wegen des zunehmenden Antisemitismus nahm er 1925 den Nachnamen seiner Mutter an. Er heiratete Dorothea Redmer und nannte sich zeitweilig auch Hans, weil ihn Hermann und Dorothea zu sehr an das von ihm ungeliebte Epos von Goethe erinnerte.
George Grosz beschrieb ihn in seiner Autobiographie folgendermaßen:
In Deutschland, da lebte ein kleiner Mann,

Borchardthans so hieß er

Den stellten sie als Lehrer an,

Er lebte wie ein Spießer.

Doch im Geheimen in seiner Kammer

Beschrieb er der Menschheit ganzen Jammer.
Borchardt verfasste Texte für die satirische Zeitschrift der KPD Der Knüppel für die auch Erich Mühsam, Kurt Tucholsky, Bertolt Brecht, Oskar Maria Graf, Richard Huelsenbeck und Alfred Polgar schrieben. Drei Bühnendramen, die 1928 im S. Fischer Verlag erschienen, waren Jahrzehnte verschollen, wurden im Zuge einer seit 2021 in fünf Bänden erscheinenden Werkausgabe wiedergefunden.
1933 verließ er, von Verhaftung bedroht, Deutschland über Basel nach Paris. Ein Jahr später ging er in die Sowjetunion nach Minsk und unterrichtete an der dortigen Universität Deutsch. Weil er sich weigerte, die sowjetische Staatsbürgerschaft anzunehmen, wurde er 1936 ausgewiesen und kehrte mit seiner Familie nach Berlin zurück.
Im Juli 1936 wurde er von der Gestapo verhaftet und im KZ Esterwegen interniert. Später wurde er in das KZ Sachsenhausen und zuletzt ins KZ Dachau transportiert. Nach Misshandlungen verlor er sein Gehör und einen Finger. Sein Lagerbuch, in dem er seine Erlebnisse festgehalten hatte, ist nie publiziert worden und nur noch fragmentarisch erhalten. Nach seiner Entlassung 1937 erhielt er auf Vermittlung von George Grosz ein Visum für die USA.
1943 erschien in den USA Borchardts Roman The conspiracy of the carpenters – in gekürzter Fassung,  die deutsche ungekürzte Ausgabe erschien erst 2005 beim Weidle Verlag in Bonn. Der Roman löste 1943 bei den anderen Exilautoren heftige Kontroversen aus. Brecht, der Borchardt als Mitarbeiter an dem Drama Die heilige Johanna der Schlachthöfe kannte und schätzte, schrieb in sein Journal:

„Ich konstatiere bei den Emigranten heftigen Abscheu, das Werk sei konfus, religiös, reaktionär, eine Schande. Nun ist Borchardt, bösartig wie viele Moralisten, ein abgründiger Provokateur, Übertreiber von Beruf als Satiriker usw. usw. Jedoch ist nicht zu vergessen, daß seine Werke turmhoch über denen der Werfels und Konsorten stehen, da sie mit Schärfe und Leidenschaft die sozialen Kämpfe unserer Zeit behandeln. […] Es gibt so etwas wie religiösen Sozialismus, der sich dem Klerikofaschismus entgegenstemmt. Borchardts Buch habe ich noch nicht gelesen.“

Grundlage des Romans war ein „Festspiel [...], das den Sieg über die Tyrannei feiern sollte“ und auf Anregung von Franz Werfel von Borchardt zum Roman umgearbeitet wurde. Das Werk entwickelt eine christliche Staatsutopie auf der Basis religiöser Berufsgilden als Alternative zur gescheiterten parlamentarischen Demokratie in der Weimarer Republik und zum totalitären Kommunismus, den er in stalinistischer Form in der Sowjetunion ebenfalls persönlich erlebt hatte. Walter Hinck hebt in seiner Rezension neben Elementen von Satire und Parodie die überbordende Materialfülle hervor:

„So wurde das Festspiel zum Schoß eines wahren Romankolosses. Ganze Lesedramen, vor allem philosophierende Grundsatzdiskussionen, enthält das Werk. Memoranden, Erinnerungen, Chroniken füllen das Werk auf. Manchmal gewinnen Figuren unser Interesse durch ihr Eigengeschick [...]. Aber ansonsten schlagen die Wogen wechselnder Ereignisse und Namen dem Leser über dem Kopf zusammen.“

1944 nahm Hermann Borchardt die US-amerikanische Staatsbürgerschaft an und konvertierte zum Katholizismus. Er hatte zwei Söhne, Hans und Frank (1938–2007), Professor für Germanistik an der Duke University in Durham.

## Werke (Auswahl)
- Werke. Wallstein, Göttingen 2021ff. Hrsg.  Hermann Haarmann, Christoph Hesse und Lukas Laier.
  - Band 1: Autobiographische Schriften. Wallstein, Göttingen 2021, ISBN 978-3-8353-3864-7.
  - Band 2: Stücke. Wallstein, Göttingen 2022, ISBN 978-3-8353-5134-9.
  - Band 3: Prosa. Wallstein, Göttingen 2024, ISBN 978-3-8353-5669-6.
- Philosophische Grundbegriffe – Der Erkenntnisweg des Sokrates. Ullstein Verlag, Berlin 1927.
- The conspiracy of the carpenters. historical accounting of a ruling class. Simon and Schuster, New York 1943 (übers. von June Barrows Mussey und mit einem Vorwort von Franz Werfel. Deutsche Ausgabe erst 2005).
  - Die Verschwörung der Zimmerleute. Rechenschaftsbericht einer herrschenden Klasse. Weidle Verlag, Bonn 2005, ISBN 3-931135-80-2. Hrsg. Ursula Beiküfner.

## Publikationen
- Hermann Haarmann, Christoph Hesse, Lukas Laier (Hrsg.): Hermann Borchardt – George Grosz. „Lass uns das Kriegsbeil begraben!“ Der Briefwechsel. Wallstein, Göttingen 2019, ISBN 978-3-8353-3490-8 (Reihe akte exil. neue folge. Band 2).